# Theodahad

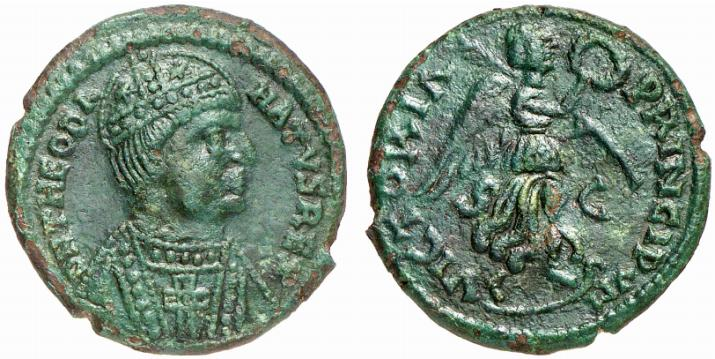
Follis mit dem Konterfei von König Theodahad

Theodahad (Flavius Theodahatus Rex; * um 480; † Dezember 536) war letzter männlicher Sprössling des Geschlechts der Amaler, comes von Tuscien und ostgotischer König bzw. rex von 534 bis 536.

## Leben
Nach dem Tod Theoderichs des Großen am 30. August 526 herrschte Theoderichs Tochter Amalasuntha als Vormund ihres nur zehnjährigen Sohnes Athalarich. Als Athalarich bereits 534 mit 18 Jahren starb, forderten die gotischen Krieger einen neuen rex. Notgedrungen machte Amalasuntha daraufhin ihren Cousin Theodahad zum rex, um ihre Position zu sichern. Sie machte ihn jedoch nicht, wie manchmal behauptet, zu ihrem Ehemann; seine Frau Gudeliva lebte noch. Offenbar beabsichtigte sie allerdings, die Regierungsgeschäfte weiter selbst zu führen. Doch ihre Wahl erwies sich als unglücklich: Trotz einer Fassade von Belesenheit und Kultur war Theodahad wegen seiner Habsucht gerade bei der römischen Bevölkerungsmehrheit Italiens allgemein verhasst. Angeblich stand er überdies in hochverräterischer Verbindung mit dem Kaiserhof von Konstantinopel, dem er angeboten haben soll, die Herrschaft über Italien aufzugeben. Theodahad förderte jedenfalls die Unzufriedenheit der Goten. Entweder auf seinen Befehl hin oder mit seiner Zustimmung wurde Amalasuntha schließlich eingesperrt und im Frühjahr 535 ermordet.
Amalasuntha war dem in Konstantinopel residierenden Kaiser Justinian freundlich gesinnt gewesen. Nach Amalasunthas Ermordung bat Theodahad Papst Agapitus I., nach Konstantinopel zu reisen, um den Kaiser von einer Invasion Italiens abzubringen. Das gelang Agapitus jedoch nicht. Justinian nutzte die Wirren im Ostgotenreich vielmehr als Vorwand, um die Initiative zu ergreifen. Sein Heermeister Belisar landete 535 mit einem Heer in Sizilien, während ein zweites kaiserliches Heer vom Balkan aus heranmarschierte.
Der zu dieser Zeit in Konstantinopel lebende und mit dem Kaiser verbündete Vigilius sollte neuer Papst werden. Theodahad wollte dies auf keinen Fall dulden. Er setzte im Juni 536 Silverius durch, bevor Vigilius in Rom eintraf. Kurz darauf wurde Rom von Belisar besetzt. Theodahad, der als militärischer Anführer versagt hatte, bot nun wohl an, Italien an Justinian abzutreten. Die empörten Goten stürzten daraufhin Theodahad und erhoben den erfahrenen Krieger Witichis zum rex. Dieser befahl Theodahads Tod. Im Dezember 536 tötete der Gote Optari Theodahad auf dessen Flucht von Rom nach Ravenna.
Seine Tochter Theodenanda könnte sich nach der Ermordung ihres Vaters in eine Landvilla zurückgezogen haben, die sich in Genazzano unterhalb von Kirche und Konvent San Pio befunden hat und als Besitztum römischer Kaiser beansprucht wurde. In der Kirche San Nicola im Städtchen Genazzano östlich von Palestrina ist eine fragmentarische Versinschrift vermauert, welche die vermutliche Tochter Theodahads namens Flavia Amala Amalafrida Theodenanda stiftete (Inscriptiones Latinae Selectae Nr. 8990). Die Inschrift gilt als eine, die aus Rom hierher verbracht wurde. Der Namensbestandteil Amalafrida weist auf die Schwester von Theoderich dem Großen hin, die ebenso hieß und die Mutter Theodahads war.